# Bohdan Gonsior
Bohdan Kazimierz Gonsior (Chorzów, 16 de febrero de 1937) es un deportista polaco que compitió en esgrima, especialista en la modalidad de espada.
Participó en cuatro Juegos Olímpicos de Verano entre los años 1960 y 1972, obteniendo una medalla de bronce en México 1968 en la prueba por equipos. Ganó tres medallas en el Campeonato Mundial de Esgrima entre los años 1963 y 1970.

## Palmarés internacional
| Juegos Olímpicos   | Juegos Olímpicos          | Juegos Olímpicos  | Juegos Olímpicos   |
| Año                | Lugar                     | Medalla           | Prueba             |
| ------------------ | ------------------------- | ----------------- | ------------------ |
| 1968               | Ciudad de México (México) | Medalla de bronce | Espada por equipos |
| Campeonato Mundial |                           |                   |                    |
| Año                | Lugar                     | Medalla           | Prueba             |
| 1963               | Danzig (Polonia)          | Medalla de oro    | Espada por equipos |
| 1966               | Moscú (URSS)              | Medalla de bronce | Espada individual  |
| 1970               | Ankara (Turquía)          | Medalla de plata  | Espada por equipos |